# Jaisinghnagar (ort i Indien, Shahdol)
Jaisinghnagar är en ort i Indien.   Den ligger i distriktet Shahdol och delstaten Madhya Pradesh, i den centrala delen av landet, 700 km sydost om huvudstaden New Delhi. Jaisinghnagar ligger 444 meter över havet och antalet invånare är 7 600.
Terrängen runt Jaisinghnagar är platt, och sluttar västerut. Runt Jaisinghnagar är det ganska tätbefolkat, med 172 invånare per kvadratkilometer. Det finns inga andra samhällen i närheten. Trakten runt Jaisinghnagar består till största delen av jordbruksmark.